# شهرستان کرییه
شهرستان کرییه (به اویغوری: كېرىيە ناھىيىسى) و یا شهرستان یوتیان (به چینی: 于田县، به پین‌یین: Yútián Xiàn) یک شهرستان در چین است که در ولایت ختن واقع شده‌است.

## جمعیت
| ترکیب قومیتی شهرستان کرییه | ترکیب قومیتی شهرستان کرییه | ترکیب قومیتی شهرستان کرییه | ترکیب قومیتی شهرستان کرییه | ترکیب قومیتی شهرستان کرییه |
| -------------------------- | -------------------------- | -------------------------- | -------------------------- | -------------------------- |
| قومیت                      | قومیت                      |                            | درصد                       | درصد                       |
| اویغور                     | اویغور                     |                            | ۹۸٫۵٪                      | ۹۸٫۵٪                      |
| هان                        | هان                        |                            | ۱٫۵٪                       | ۱٫۵٪                       |
| سایر                       | سایر                       |                            | ۰٫۰٪                       | ۰٫۰٪                       |
| منبع سرشماری جمعیت :       |                            |                            |                            |                            |

## تاریخچه
بین سال‌های ۱۸۸۳ میلادی و ۱۹۱۳ میلادی، تحت حاکمیت دودمان چینگ، «ولایت ختن» برای اولین بار تاسیس شد. منطقهٔ کرییه در این ولایت قرار داشت.
در سال ۱۹۱۳ میلادی، با تاسیس جمهوری چین (۱۹۴۹–۱۹۱۲)، این ولایت منحل شده. ۱۲ شهرستان با هم یکی شده و ولایت کاشغر را تاسیس کردند. ۴ تا از این ۱۲شهرستان، شامل اراضی تشکیل دهندهٔ ولایت ختن امروزی هستند، منجمله شهرستان کرییه.
در سال ۱۹۲۰ میلادی، ولایت ختن، شامل ۶ شهرستان ختن، کرییه، گوما، لوپ، قره‌قاش، و کارگیلیک تاسیس شد.
در سال ۱۹۲۹ میلادی، با جدا شدن از شهرستان کرییه، شهرستان چیرا در ولایت ختن تاسیس شد.
در سالهای ۱۹۳۳ و ۱۹۳۴ میلادی، در منطقهٔ کاشغر که در آن زمان شامل ولایت خودمختار قزل‌سو قرقیز نیز می‌شد، در طی شورشی علیه حکومت استانی وفادار به جمهوری چین، کشور جدیدی به طول دو سال با نام جمهوری اسلامی ترکستان شرقی اعلام شده بود. در منطقهٔ ختن نیز، کشوری با نام «امارت اسلامی ختن» اعلام شد.
بین سال‌های ۱۹۳۴ تا ۱۹۳۷ میلادی، منطقهٔ ختن تحت سلطهٔ جنگ‌سالاران هوئی (مسلمانان چینی‌تبار) بود، در حکومتی که اصطلاحا با نام «دونگانستان» از آن یاد می شود. (در منابع روسی، هوئی‌ها را دونگان می نامند)
در سال ۱۹۴۵ میلادی، با جدا شدن از شهرستان کرییه، شهرستان نییه در ولایت ختن تاسیس شد.
بین سالهای ۱۹۵۴ و ۱۹۵۶ میلادی، «ولایت خودمختار جنوب سین‌کیانگ» (مشابه ولایت خودمختار ایلی قزاق) با تحت مدیریت داشتن ولایات کاشغر، یارکند، آق‌سو، ختن، و ولایت خودمختار قزل‌سو قرقیز ایجاد شد.
در فوریه سال ۲۰۱۶، با جدایی از اراضی تحت مدیریت شهرستان‌های قره‌قاش، گوما، و چیرا، شهر قروم‌قاش/کونیو به عنوان شهر وابسته به بینگتوان و «شهر تابع مستقیم منطقه خودمختار» تاسیس شده، از تابعیت ولایت ختن در آمده، و مستقیما در تابعیت اداری منطقه خودمختار سین‌کیانگ قرار گرفت.
در ژانویه سال ۲۰۱۸، اراضی جدیدی از شهرستان کرییه جدا شده و ضمیمهٔ شهر قروم‌قاش شدند.
در دسامبر سال ۲۰۱۹، اراضی جدیدی به مساحت ۱۰۳۹ کیلومتر مربع از شهرستان‌های قره‌قاش، گوما، چیرا، و کرییه جدا شده و ضمیمهٔ شهر قروم‌قاش شدند.

## تقسیمات اداری
شهرستان کرییه متشکل از ۲ شهرک و ۱۳ قصبه است.
- شهرک موغاللا (به اویغوری: مۇغاللا بازىرى)(به چینی:‌ 木尕拉镇، به پین‌یین: Mùgǎlā Zhèn)
- شهرک شنبه‌بازار (به اویغوری: شەنبە بازار بازىرى)(به چینی:‌ 先拜巴扎镇، به پین‌یین: Xiānbàibāzhā Zhèn)
- قصبه جای (به اویغوری: جاي يېزىسى)(به چینی:‌ 加依乡، به پین‌یین: Jiāyī Xiāng)
- قصبه کوکیار (به اویغوری: كۆكيار يېزىسى)(به چینی:‌ 科克亚乡، به پین‌یین: Kēkèyà Xiāng)
- قصبه آرال (به اویغوری: ئارال يېزىسى)(به چینی:‌ 	阿热勒乡، به پین‌یین: Ārèlè Xiāng)
- قصبه آریش (به اویغوری: ئارىش يېزىسى)(به چینی:‌ 阿日希乡، به پین‌یین: Jiāyī Xiāng)
- قصبه لنگر (به اویغوری: لەڭگەر يېزىسى)(به چینی:‌ 兰干乡، به پین‌یین: Lángàn Xiāng)
- قصبه سییک (به اویغوری: سىيەك يېزىسى)(به چینی:‌ 斯也克乡، به پین‌یین: Sīyěkè Xiāng)
- قصبه توغراغاز (به اویغوری: توغراغاز يېزىسى)(به چینی:‌ 托格日尕孜乡، به پین‌یین: Tuōgérìgǎzī Xiāng)
- قصبه قارقی (به اویغوری: قارقى يېزىسى)(به چینی:‌ 喀拉克尔乡، به پین‌یین: Kālākè'ěr Xiāng)
- قصبه اویتوغراق (به اویغوری: ئويتوغراق يېزىسى)(به چینی:‌ 奥依托格拉克乡، به پین‌یین: Àoyītuōgélākè Xiāng)
- قصبه آچچان (به اویغوری: ئاچچان يېزىسى)(به چینی:‌ 阿羌乡، به پین‌یین: Āqiāng Xiāng)
- قصبه ینگی‌باغ (به اویغوری: يېڭىباغ يېزىسى)(به چینی:‌ 英巴格乡، به پین‌یین: Yīngbāgé Xiāng)
- قصبه شیوول (به اویغوری: شىۋول يېزىسى)(به چینی:‌ 希吾勒乡، به پین‌یین: Xīwúlè Xiāng)
- قصبه دریابویی (به اویغوری: دەريا بۇيى يېزىسى)(به چینی:‌ 达里雅布依乡، به پین‌یین: Dálǐyǎbùyī Xiāng)

### دریابویی
روستای دَریابویی یکی از دورافتاده‌ترین و منحصربه‌فردترین سکونتگاه‌های انسانی در بیابان تکله‌مکان در منطقه خودمختار سین‌کیانگ چین است.  این روستا در امتداد رودخانه کریا قرار دارد که از کوه‌های کونلون سرچشمه می‌گیرد و به‌عنوان تنها منبع آب در این منطقه خشک شناخته می‌شود. 
واژه دریا در نام این روستا همان واژه فارسی دریا است که در فارسی آسیای میانه معنای رود می‌دهد و زبان اویغوری هم همین واژه را وام گرفته است.
دریابویی در گذشته در عمق بیش از ۲۰۰ کیلومتری بیابان تکله‌مکان واقع شده بود و به‌دلیل انزوای جغرافیایی، ساکنان آن سبک زندگی سنتی و فرهنگ بومی خود را حفظ کرده بودند.  برخی معتقدند که ساکنان این روستا از نوادگان پادشاهی باستانی لولان هستند که برای فرار از جنگ‌ها به این منطقه پناه آورده‌اند.
تا پیش از سال ۲۰۱۹، دسترسی به دریابویی بسیار دشوار بود؛ به‌طوری‌که ساکنان برای رسیدن به نزدیک‌ترین شهر باید ۲۰ روز با الاغ سفر می‌کردند.  کمبود امکانات اولیه مانند برق، آب آشامیدنی، خدمات درمانی و آموزشی از چالش‌های اصلی زندگی در این روستا بود. 
در سال ۲۰۱۹، با حمایت دولت چین، ساکنان دریابویی به منطقه‌ای نزدیک‌تر به شهر یوتیان منتقل شدند.  در محل جدید، امکاناتی مانند خانه‌های مدرن با آب و برق، مدرسه، کلینیک و فروشگاه‌های محلی فراهم شده است.  همچنین، تعاونی‌های کشاورزی و دامداری و گردشگری بیابانی به‌عنوان منابع درآمد جدید برای ساکنان ایجاد شده‌اند.  
روستای قدیمی دریابویی به‌عنوان یک جاذبه گردشگری حفظ شده است.  برخی از ساکنان برای پذیرایی از گردشگران و دامداری به روستای قدیمی بازگشته‌اند.  فعالیت‌هایی مانند کاشت گیاهان دارویی بیابانی و ارائه اقامتگاه‌های بومی برای گردشگران از جمله اقدامات انجام‌شده در این منطقه است.